# Carl Tetzlaff
Carl Albert Ferdinand Tetzlaff (* 28. Januar 1837 in Erfurt; † 18. November 1912 in Charlottenburg) war ein deutscher Theaterschauspieler und -regisseur.

## Leben und Wirken
Er war der Sohn des Geheimen Justizrates Julius Tetzlaff und dessen Ehefrau Juliane. Er debütierte 1856 in Weimar und ging dann nach Leipzig. Nach anfänglichen Auftritten als Schauspieler war er von 1870 bis 1881 Regisseur am Dresdner Hoftheater, daraufhin Oberregisseur an der Wiener Hofoper. 1880 kam er in gleicher Eigenschaft an das Königliche Opernhaus in Berlin. 1901 trat er in den Ruhestand. Er war dennoch weiterhin aktiv. So setzte er 1905 die Oper Die Regimentstochter am Nationaltheater in Berlin erstmals in Szene.
Er erhielt zahlreiche Auszeichnungen, darunter den preußischen Kronenorden, den russischen Sankt-Stanislaus-Orden und den portugiesischen Christusorden.
Die Schauspielerin Toni Tetzlaff war seine Tochter.